# Vom Wunder des Lebens
Vom Wunder des Lebens ist ein Aufklärungsbuch von Gertrud Prellwitz von 1909. Es war das erste seiner Art im deutschsprachigen Raum und wurde über 170.000 mal verkauft.

## Inhalt
In märchenhafter Form wird von einer Mutter erzählt, die ihren Kindern von den Geheimnissen des Entstehens neuen Lebens in der Natur, bei Tieren und Menschen erzählt. Der Text ist in einer idealisierenden Weise geschrieben, die oft  pathetisch gefärbt ist.

## Hintergründe
Die Schriftstellerin Gertrud Prellwitz lebte seit 1904 bei dem bekannten Lebensreformer Fidus und dessen Frau und Familie. 1908 hatte der Dürerbund Eltern und Erzieher dazu aufgerufen, Vorschläge für zeitgemäße Aufklärungstexte zu machen. Er beauftragte dann Gertrud Prellwitz, ein Buch zu schreiben, das ältere Kinder und Jugendliche in angemessener Weise über die menschliche Fortpflanzung aufklären sollte.
Das Buch Vom Wunder des Lebens erschien 1909 im Verlag von Eugen Diederichs in Jena. Es wurde besonders in den Jahren  nach 1917 viel gekauft. 1923 erschienen das 108. bis 137. Tausend. 1924 wurde das Buch als eines der meistgefragten Bücher bei Jugendlichen in Hamburg ermittelt. Es wirkte mit seinen hohen Sexualnormen aber auch einschüchternd auf Jugendliche.
1954 gab es noch eine westdeutsche Ausgabe mit dem 168.–175. Tausend. Es erschienen außerdem Übersetzungen in das Niederländische und Schwedische.

## Zitat
Der Verlag Eugen Diederichs beschrieb das Buch 1920 so:

„Gertrud Prellwitz gibt in großen Zügen im Rahmen einer Erzählung den Weg an, wie man fragenden Kindern, wie man nachdenklichen Mädchen und Jünglingen allmählich die Wahrheit über das sexuelle Leben sagen soll, daß sie sich die Keuschheit des Herzens, die Vollkraft der Gefühle, die Freude am Dasein, die Sicherheit und Gradheit im Verkehr mit der Welt, die Ehrfurcht vor dem Wunder des Lebens bewahren.“

Ein junges Mädchen schrieb in sein Tagebuch:

„Heute las ich nun das Wunder des Lebens von Gertrude Prellwitz und ich sah die Schönheit des Lebens. Wer so gut sein kann, so rein und so glücklich (,..)“